# Richard Mascarañas
Richard Eustaquio Mascarañas Granada (Tacuarembó, 14 september 1979) is een Uruguayaans wielrenner.

## Carrière
In 2008 werd Mascarañas Pan-Amerikaans kampioen op de weg door in Montevideo in een sprint met zes Luis Macías en Otávio Bulgarelli naar de dichtste ereplaatsen te verwijzen. Datzelfde jaar nam hij deel aan het wereldkampioenschap, maar reed de wegrit niet uit.

## Overwinningen
2002
1e etappe Ronde van Uruguay (ploegentijdrit)
2004
4e etappe Ronde van Uruguay
2008
 Pan-Amerikaans kampioen op de weg, Elite
2009
1e etappe Rutas de América
9e etappe Ronde van Uruguay
2010
3e etappe Rutas de América
1e en 2e etappe Ronde van Uruguay
Eindklassement Ronde van Uruguay
2016
2e etappe Ronde van Uruguay
Etappe 3a Ronde van Uruguay (ploegentijdrit)
4e etappe Ronde van Rio Grande do Sul
2017
 Uruguayaans kampioen op de weg, Elite

## Resultaten in voornaamste wedstrijden
| Jaar |  | WK op de weg |
| ---- |  | ------------ |
| 2008 |  | opgave       |